# Husbymühle
Husbymühle (dänisch: Husbymølle) ist ein Ortsteil der Gemeinde Husby.

## Lage
Die Häuser des Ortsteils Husbymühle liegen an der gleichnamigen Straße Husbymühle. Nordöstlich von Husbymühle liegt der Hauptort der Gemeinde Husby, das Dorf Husby. Ungefähr 600 Meter nordwestlich liegt Gremmerup. Südlich von Husbymühle, in einer Entfernung von 800 Metern, liegt Husbyries. Direkt am östlichen Rand des Ortsteils Husbymühle liegt der Husbyer Nachbarort Spang. Direkt östlich von diesem beginnt wiederum die Nachbargemeinde Grundhof mit ihren Ortsteilen.

## Hintergrund
Der Ortsname „Husbymühle“ weist darauf hin, dass sich dort die Mühle Husbys, eine königliche Erbpachts-Windmühle befand. Auf der Karte der Preußischen Landesaufnahme um 1879, auf welcher Husby und Umgebung detailliert dargestellt wurden, war der Ortsname Husbymühle schon zu finden. 1961 lebten 23 und 1970 20 Menschen in Husbymühle. Bis zum Jahr 1970 gehörte Husbymühle offenbar zur Gemeinde Gremmerup, die im selben Jahr in die Gemeinde Husby eingemeindet wurde.

## Verschiedenes
- Busverbindungen verbinden Husbymühle mit den Dörfern Freienwill, Hürup, Maasbüll und Husby sowie der Stadt Flensburg.[8]
- Im Jahr 2009 erlegte ein Jäger bei einem abgeernteten Maisfeld von Husbymühle erstmals vor Ort einen Waschbären. Im gesamten Kreisgebiet Schleswig-Flensburg sind Waschbären bisher nur selten zu beobachten. Die Waschbärenpopulation breitet sich langsam von Süden kommend weiter aus.[9]